# Arch Whiting
Pour les articles homonymes, voir Whiting (homonymie).
Arch Whiting est un acteur américain né le 29 septembre 1936 à Larchmont (New York), mort le 7 mai 2007  à Black Mountain, (Caroline du Nord).

## Filmographie
- 1968 : The Sound of Anger (TV) : Second Sheriff
- 1973 : The Stranger (TV) : Mike Frome
- 1973 : Ordeal (TV) : Deputy Sheriff Fred
- 1974 : Strange Homecoming (TV) : Otis
- 1974 : The F.B.I. Story: The FBI Versus Alvin Karpis, Public Enemy Number One (TV) : 3rd Little Rock Agent
- 1974 : Joe le fugitif (en) ("Run, Joe, Run") (série TV) : SGT William Corey (1974-1975)
- 1975 : Attack on Terror: The FBI vs. the Ku Klux Klan (TV) : Carl Rick
- 1975 : Sky Heist (TV) : C.H.P. Officer